# Тейлор (Британська Колумбія)
Телор (англ. Taylor) — окружний муніципалітет в Канаді, у провінції Британська Колумбія, у складі регіонального округу Піс-Ривер.

## Населення
За даними перепису 2016 року, окружний муніципалітет нараховував 1469 осіб, показавши зростання на 7,0%, порівняно з 2011-м роком. Середня густина населення становила 86 осіб/км².
З офіційних мов обидвома одночасно володіли 35 жителів, тільки англійською — 1 425, а 5 — жодною з них. Усього 50 осіб вважали рідною мовою не одну з офіційних, з них 5 — одну з корінних мов.
Працездатне населення становило 75% усього населення, рівень безробіття — 11,1% (10,2% серед чоловіків та 10,8% серед жінок). 92,6% осіб були найманими працівниками, а 7,4% — самозайнятими.
Середній дохід на особу становив $59 737 (медіана $48 384), при цьому для чоловіків — $79 814, а для жінок $40 321 (медіани — $74 688 та $29 888 відповідно).
31,5% мешканців мали закінчену шкільну освіту, не мали закінченої шкільної освіти — 25%, 44,4% мали післяшкільну освіту, з яких 14,6% мали диплом бакалавра, або вищий, 10 осіб мали вчений ступінь.
| Статево-вікова структура населення | Статево-вікова структура населення | Статево-вікова структура населення | Статево-вікова структура населення | Статево-вікова структура населення |
| ---------------------------------- | ---------------------------------- | ---------------------------------- | ---------------------------------- | ---------------------------------- |
|                                    |                                    |                                    |                                    |                                    |
| Всього                             | Всього                             | 50,3%49,7%                         |                                    |                                    |
| 0 — 14 років                       | 0 — 14 років                       |                                    | 24,9%                              | 24,9%                              |
| 15 — 64 років                      | 15 — 64 років                      |                                    | 67,9%                              | 67,9%                              |
| 65 і більше                        | 65 і більше                        |                                    | 7,2%                               | 7,2%                               |
| 85 і більше                        | 85 і більше                        |                                    | 0,7%                               | 0,7%                               |
| Середній вік (років)               | Середній вік (років)               | 33,432,6                           | 33,0                               | 33,0                               |
| Медіана (років)                    | Медіана (років)                    | 32,431,2                           | 31,9                               | 31,9                               |
| — чоловіки — жінки                 |                                    |                                    |                                    |                                    |

| Походження мешканців:     | Походження мешканців:     | Походження мешканців: | Походження мешканців: | Походження мешканців: |
| ------------------------- | ------------------------- | --------------------- | --------------------- | --------------------- |
| Походження                |                           |                       | осіб                  | %                     |
| Корінні американці        | Корінні американці        |                       | 270                   | 18.43%                |
| Інше північноамериканське | Інше північноамериканське |                       | 710                   | 48.46%                |
| Європейське               | Європейське               |                       | 1 035                 | 70.65%                |
| британське                | британське                |                       | 685                   | 46.76%                |
| французьке                | французьке                |                       | 180                   | 12.29%                |
| українське                | українське                |                       | 115                   | 7.85%                 |
| Азійське                  | Азійське                  |                       | 45                    | 3.07%                 |

| Зайнятість населення за галузями (за класифікацією NOC): | Зайнятість населення за галузями (за класифікацією NOC): | Зайнятість населення за галузями (за класифікацією NOC): | Зайнятість населення за галузями (за класифікацією NOC): | Зайнятість населення за галузями (за класифікацією NOC): |
| -------------------------------------------------------- | -------------------------------------------------------- | -------------------------------------------------------- | -------------------------------------------------------- | -------------------------------------------------------- |
|                                                          |                                                          |                                                          |                                                          |                                                          |
| Управління                                               | Управління                                               |                                                          | 10,5%                                                    | 10,5%                                                    |
| Бізнес, фінанси та адміністрування                       | Бізнес, фінанси та адміністрування                       |                                                          | 19,1%                                                    | 19,1%                                                    |
| Природничі та прикладні науки                            | Природничі та прикладні науки                            |                                                          | 5,6%                                                     | 5,6%                                                     |
| Охорона здоров'я                                         | Охорона здоров'я                                         |                                                          | 3,7%                                                     | 3,7%                                                     |
| Освіта, правозахист, муніципальні та урядові служби      | Освіта, правозахист, муніципальні та урядові служби      |                                                          | 6,2%                                                     | 6,2%                                                     |
| Мистецтво, культура, відпочинок та спорт                 | Мистецтво, культура, відпочинок та спорт                 |                                                          | 1,2%                                                     | 1,2%                                                     |
| Роздрібна торгівля та послуги                            | Роздрібна торгівля та послуги                            |                                                          | 13%                                                      | 13%                                                      |
| Гуртова торгівля, транспорт та обладнання                | Гуртова торгівля, транспорт та обладнання                |                                                          | 32,7%                                                    | 32,7%                                                    |
| Природні ресурси, сільське господарство                  | Природні ресурси, сільське господарство                  |                                                          | 3,1%                                                     | 3,1%                                                     |
| Виробництво                                              | Виробництво                                              |                                                          | 5,6%                                                     | 5,6%                                                     |

## Клімат
Середня річна температура становить 2,6°C, середня максимальна – 20,9°C, а середня мінімальна – -19,9°C. Середня річна кількість опадів – 459 мм.
| Клімат поселення                              | Клімат поселення | Клімат поселення | Клімат поселення | Клімат поселення | Клімат поселення | Клімат поселення | Клімат поселення | Клімат поселення | Клімат поселення | Клімат поселення | Клімат поселення | Клімат поселення | Клімат поселення |
| Показник                                      | Січ.             | Лют.             | Бер.             | Квіт.            | Трав.            | Черв.            | Лип.             | Серп.            | Вер.             | Жовт.            | Лист.            | Груд.            |                  |
| Середній максимум, °C                         | −7,12            | −3,76            | 2,56             | 10,96            | 16,93            | 20,94            | 20,45            | 19,39            | 14,52            | 8,29             | −1,9             | −8,02            |                  |
| Середня температура, °C                       | −13,51           | −10,14           | −3,82            | 4,58             | 10,55            | 14,57            | 16,52            | 15,47            | 10,62            | 4,36             | −5,82            | −11,95           |                  |
| Середній мінімум, °C                          | −19,89           | −16,51           | −10,2            | −1,79            | 4,16             | 8,19             | 12,59            | 11,55            | 6,68             | 0,43             | −9,74            | −15,87           |                  |
| Норма опадів, мм                              | 28               | 21               | 22               | 21               | 39               | 71               | 80               | 53               | 42               | 30               | 29               | 23               |                  |
| Середньомісячна швидкість вітру, м/с          | 2.70             | 2.74             | 3.00             | 3.29             | 3.36             | 3.09             | 2.80             | 2.63             | 2.91             | 3.18             | 2.80             | 2.79             |                  |
| Середньомісячна сонячна радіація, кДж/м²·день | 2207             | 5250             | 10669            | 16158            | 19740            | 21761            | 20949            | 17161            | 11145            | 5849             | 2663             | 1525             |                  |
| --------------------------------------------- | ---------------- | ---------------- | ---------------- | ---------------- | ---------------- | ---------------- | ---------------- | ---------------- | ---------------- | ---------------- | ---------------- | ---------------- | ---------------- |
| Джерело:                                      |                  |                  |                  |                  |                  |                  |                  |                  |                  |                  |                  |                  |                  |